# Lothárd
Lothárd là một thị trấn thuộc hạt Baranya, Hungary. Thị trấn này có diện tích 10,46 km², dân số năm 2010 là 251 người, mật độ 24 người/km².